# تياغو كروز (لاعب كرة قدم)
تياغو كروز (بالبرتغالية: Thiago Cruz Reggiani‏) هو لاعب كرة قدم برازيلي في مركز الهجوم، ولد في 15 يوليو 1981 في ساو باولو في البرازيل. لعب مع نادي أتليتكو للبنين ‏.